# ناحیه وایساکس، شهرستان کرول، ایلینوی
ناحیه وایساکس، شهرستان کرول، ایلینوی (به انگلیسی: Wysox Township) یک منطقهٔ مسکونی در ایالات متحده آمریکا است که در شهرستان کرول، ایلینوی واقع شده‌است. ناحیه وایساکس ۱٬۳۶۶ نفر جمعیت دارد و ۲۱۳ متر بالاتر از سطح دریا واقع شده‌است.